# Graf-Adolf-Platz
Der Graf-Adolf-Platz in Düsseldorf ist einer der wichtigen Verkehrsknotenpunkte der Stadt und war früher auch Ausgangspunkt für den Fernreiseverkehr.

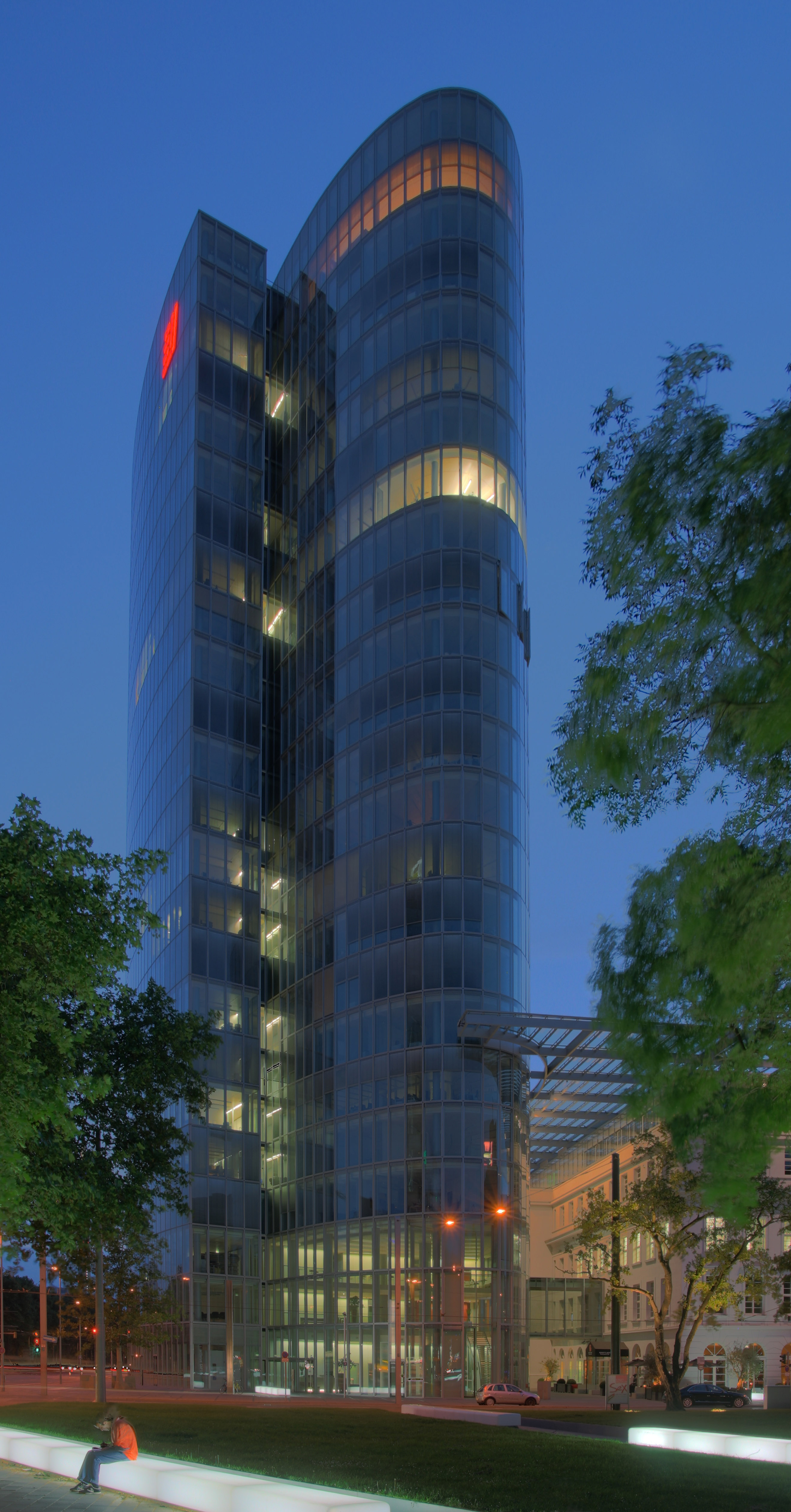
Graf-Adolf-Platz mit Blick aufs GAP 15

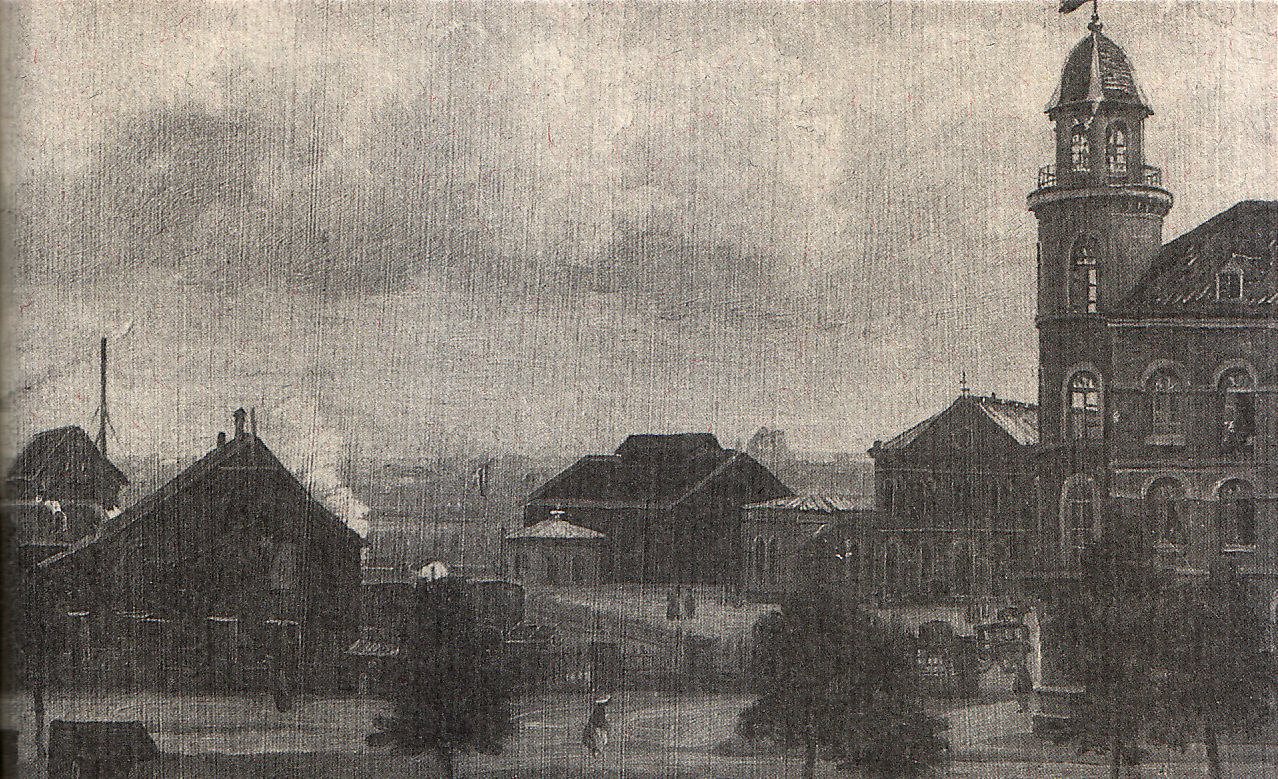
Ansicht von Norden aus dem 19. Jahrhundert: rechts das Hotel „Europäischer Hof“, dahinter der Bahnhof der Köln-Mindener Eisenbahn

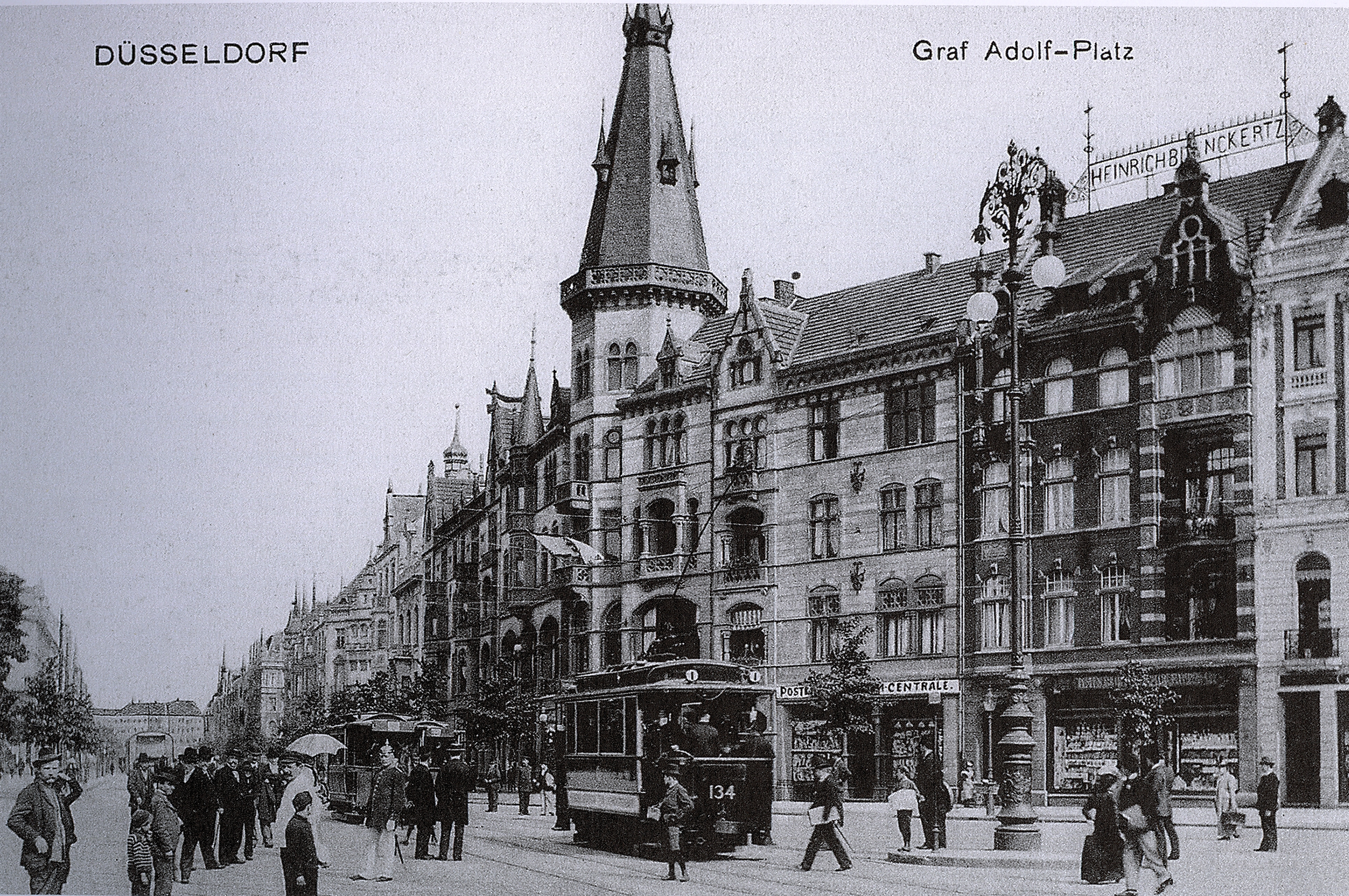
Graf-Adolf-Platz, Bebauung an der Graf-Adolf-Straße, Postkartenmotiv, um 1905

## Geschichte
Der Graf-Adolf-Platz entstand ab 1902 im Bereich des Exerzierplatzes vom bisherigen Kasernengelände und des aufgelassenen Düsseldorfer Bahnhofs der Bergisch-Märkischen Eisenbahn-Gesellschaft, vormalig der Düsseldorf-Elberfelder Eisenbahn-Gesellschaft, nachdem ca. zwei Kilometer östlich der neue zentrale Düsseldorfer Hauptbahnhof errichtet worden war. Gleichzeitig mit dem Graf-Adolf-Platz entstand östlich davon in der Nähe der Königsallee ein botanischer Garten mit der „Kugelspielerin“, einer Statue des Bildhauers Walter Schott.
Seinen Namen erhielt der Platz zu Ehren des Grafen Adolf von Berg, der 1288 Düsseldorf zur Stadt erhoben hatte. Nach 1891 erhielt die neu angelegte östliche Verlängerung des Platzes, die auf der Gleistrasse der Bergisch-Märkischen und der Köln-Mindener Eisenbahn-Gesellschaft ebenerdig als Straße angelegt wurde, den Namen Graf-Adolf-Straße. Ab 1901 war der Platz dann Ausgangspunkt für Bahnfahrten der Rheinschen Bahngesellschaft nach Uerdingen, Lörick, Krefeld (K-Bahn) und Neuss. 
Bis 1933 wurde als Graf-Adolf-Platz nur der unbebaute nördlich der Haroldstraße liegende Bereich zwischen Breite Straße einer südlichen Verlängerung der westlichen Königsallee bezeichnet. Die Haroldstraße endete an der Königsallee und die östliche Verlängerung der Thurmstraße ab der Friedrichstraße war der westliche Beginn der Graf-Adolf-Straße. Erst mit der Umbenennung des Graf-Adolf-Platzes von 1933 bis 1945 in Adolf-Hitler-Platz wurde der gesamte Bereich zwischen Elisabethstraße und Königsallee dem Platz zugeordnet und die Thurmstraße aufgehoben. Im Adressbuch der Stadt von 1934 wird erstmals die Thurmstraße nicht mehr angeführt und die dortigen Häuser Nr. 1 bis 8 unter Adolf-Hitler-Platz angeführt. Auch aktuell umfasst der Graf-Adolf-Platz diesen Gesamtbereich wie er 1933 neu festgelegt wurde.
Am 7. Juli 1937 wurde der ovale Pavillon in der Mitte des Platzes eingeweiht, der noch heute existiert und als Gaststätte dient. Den ehemaligen Busbahnhof gibt es zwar heute nicht mehr, trotzdem nehmen hier noch heute manchmal Reisebusse in den Parkbuchten Reisende auf.

## Heutige Bedeutung
Der Hauptbahnhof befindet sich heute nicht mehr am Graf-Adolf-Platz, sondern am östlichen Ende der Graf-Adolf-Straße, das ehemalige Bahnhofsgebäude und die Gleisanlagen sind nicht mehr aufzuspüren.
Den Platz queren jetzt mehrere Bus- und Straßenbahnlinien sowie täglich ca. 45.000 Autos, er ist Haltestelle des Düsseldorfer Stadtbahnnetzes. An einer Seite grenzt er an die Kö, auf der anderen Seite an die Parkanlage Schwanenspiegel mit dem Ständehaus.
Herausragend ist das 2005 erbaute Bürohochhaus GAP 15, erwähnenswert auch die Nordfassade des ehemaligen Telegraphenamtes mit der davor befindlichen säulenartigen Lichtplastik.

## Trivia
Als „Witz“ aus der Nachkriegszeit wird überliefert, dass eine alte Dame mit der Straßenbahn „zum Adolf-Hitler-Platz“ fahren möchte, jedoch der Fahrer sie belehrt, dass der jetzt „Graf-Adolf-Platz“ heiße. Sie entgegne: „das“ habe Hitler „aber auch verdient“. Abgewandelt hat die Anekdote ihren Weg auch in den Roman Identitti von Mithu Sanyal aus dem Jahr 2021 geschafft: „Okay, ein alter Mann steigt in die Straßenbahn und sagt zum Schaffner: ‚Einmal bis Adolf-Hitler-Platz, bitte‘, hatte Saraswati vor drei Jahren die zweite Seminarsitzung begonnen, zu der Nivedita in fiebriger Erwartung gegangen war. Der Schaffner ist genauso erschrocken wie ihr. ‚Das heißt nicht mehr Adolf-Hitler-Platz‘, sagt er zu dem alten Mann. ‚Das heißt jetzt Graf-Adolf-Platz.‘ Darauf der Mann: ‚Wat, haben die den Adolf jetzt auch noch zum Grafen gemacht?‘ Nivedita war so geschockt, dass sie lachen musste. Neben ihr versuchte Oluchi,
ebenfalls ein Kichern zu unterdrücken. Ihr dürft ruhig lachen. Es geht genau um diese kognitive Dissonanz. Es ist für uns heute undenkbar und geradezu ekelerregend, in der Adolf-Hitler-Straße zu wohnen.“